# Тихонівська сільська рада
Ти́хонівська сільська́ ра́да — адміністративно-територіальна одиниця та орган місцевого самоврядування в Лисянському районі Черкаської області. Адміністративний центр — село Тихонівка.

## Загальні відомості
- Населення ради: 313 особи (станом на 2001 рік)

## Населені пункти
Сільській раді підпорядковані населені пункти:
- с. Тихонівка

## Склад ради
Рада складається з 12 депутатів та голови.
- Голова ради: Сич Сергій Степанович
- Секретар ради: Погорецька Людмила Вікторівна

### Керівний склад попередніх скликань
| Прізвище, ім'я, по батькові | Основні відомості                                                                     | Дата обрання | Дата звільнення |
| --------------------------- | ------------------------------------------------------------------------------------- | ------------ | --------------- |
| Сич Сергій Степанович       | Сільський голова, 1957 року народження, освіта середня загальна                       | 26.03.2006   | 31.10.2010      |
| Сич Сергій Степанович       | Сільський голова, 1957 року народження, освіта середня загальна, член Партії регіонів | 31.10.2010   |                 |

Примітка: таблиця складена за даними сайту Верховної Ради України

### Депутати
За результатами місцевих виборів 2010 року депутатами ради стали:

#### За суб'єктами висування
| Суб'єкт висування | Кількість обраних депутатів | %    |
| ----------------- | --------------------------- | ---- |
| Самовисування     | 8                           | 66,7 |
| Партія регіонів   | 4                           | 33,3 |

#### За округами
| № округу        | Прізвище, ім'я, по батькові      | Дата визнання обраним | Освіта  | Партійна приналежність | Відомості про обраного депутата                        |
| --------------- | -------------------------------- | --------------------- | ------- | ---------------------- | ------------------------------------------------------ |
| Партія регіонів |                                  |                       |         |                        |                                                        |
| 1               | Швець Людмила Анатоліївна        | 04.11.2010            | середня | член Партії регіонів   | Тихонівська с/ рада, секретар                          |
| 2               | Ромаш Ігор Сергійович            | 04.11.2010            | середня | член Партії регіонів   | Лисянська газова дільниця, слюсар газовогоустаткування |
| 8               | Тарасенко Володимир Дмитрович    | 04.11.2010            | вища    | член Партії регіонів   | Яблунівський НВК, вчитель                              |
| 10              | Матвійчук Петро Анатолійович     | 04.11.2010            | середня | член Партії регіонів   | ТОВ «Світанок», водій                                  |
| Самовисування   |                                  |                       |         |                        |                                                        |
| 3               | Погорецький Сергій Костянтинович | 04.11.2010            | вища    | позапартійний          | ТОВ"Світанок", зав. дільницею                          |
| 4               | Сімірей Юрій Іванович            | 04.11.2010            | вища    | позапартійний          | ТОВ «Світанок», комірник                               |
| 5               | Довгаль Микола Миколайович       | 04.11.2010            | середня | позапартійний          | ТОВ «Світанок», водій                                  |
| 6               | Довгаль Сергій Миколайович       | 04.11.2010            | вища    | позапартійний          | ТОВ «Світанок», столяр                                 |
| 7               | Пасічник Тарас Миколайович       | 04.11.2010            | середня | позапартійний          | СГП «Біле озеро», інженер                              |
| 9               | Погорецька Людмила Вікторівна    | 04.11.2010            | вища    | позапартійна           | Лисянська газова дільниця, контролер природного газу   |
| 11              | Довгаль Олена Миколаївна         | 04.11.2010            | середня | член Партії регіонів   | ТОВ «Світанок», різноробоча                            |
| 12              | Лобода Валентина Володимирівна   | 04.11.2010            | середня | член Партії регіонів   | Тихонівськасільськарада, бухгалтер                     |

## Населення
За переписом населення України 2001 року в сільській раді мешкало 311 осіб.

### Мова
Розподіл населення за рідною мовою за даними перепису 2001 року:
| Мова       | Відсоток |
| ---------- | -------- |
| українська | 98,40 %  |
| молдовська | 0,64 %   |
| російська  | 0,64 %   |
| словацька  | 0,32 %   |